# 陈维席
陈维席（1947年10月—），安徽固镇人。男，汉族。1970年3月参加工作，1980年3月加入中国共产党。
历任宿县地区化肥厂技术员、车间副主任、主任，市环保办公室办事员、秘书、副主任，宿州市人民政府副市长、市委副书记、代市长、市长、市委书记，宿县地委委员、行署副专员、常务副专员、地委副书记、行署专员，中共淮南市委书记、市人大常委会主任，省人大常委会副主任、党组成员。2005年10月，安徽省十届人大常委会决定撤销陈维席安徽省人大常委会副主任职务。此前，陈维席省人大代表的资格已被淮南市十三届人大常委会第二十三次会议罢免。
据《财经》杂志报道，陈维席被解职源于其在担任原安徽宿县地区行署专员时发生的一桩非法集资事件。事件导致陈维席由副省级领导降为正厅级巡视员。